# سان مارتین د روبیالس
سان مارتین د روبیالس (به اسپانیایی: San Martín de Rubiales) یک شهرستان در اسپانیا است که در کاستیا و لئون واقع شده‌است.

## خصوصیات
سان مارتین د روبیالس ۱۹٫۴۰ کیلومترمربع مساحت و ۱۶۹ نفر جمعیت دارد و ۸۰۹ متر بالاتر از سطح دریا واقع شده‌است.